# Батман (филм, 2022)
„Батман“ (на английски: The Batman) е американски супергеройски филм от 2022 г., базиран на едноименния супергерой на Ди Си Комикс. Рестарт на филмовия франчайз за Батман. Режисиран е от Мат Рийвс, който пише сценария в сътрудничество с Питър Крейг, а Робърт Патинсън е в ролята на Брус Уейн / Батман. Другите роли се изпълняват от Зоуи Кравиц, Пол Дейно, Джефри Райт, Джон Туртуро, Питър Сарсгард, Анди Съркис и Колин Фарел. Във филма Батман се бори с престъпността и корупцията в Готъм Сити от две години и преследва серийния убиец Гатанката, който се е прицелил се в елита на града.
Разработката започва, след като Бен Афлек е избран за Батман в Разширена вселена на Ди Си през 2013 г. Афлек се присъединява като режисьор, продуцент, съавтор на сценария и звезда в Батман, но има резерви относно проекта и отпада. Рийвс поема и преработва историята, премахвайки връзките с вселената на Ди Си. Той се стреми да изследва детективската страна на Батман повече от предишните филми, черпейки вдъхновение от филмите на Алфред Хичкок и ерата на Новия Холивуд, и комиксите като „Батман: Година първа“ (1987), „Дългият Хелоуин“ (1996 – 97) и „Егото“ (2000). Патинсън е избран през май 2019 г., а по-нататъшният кастинг е в края на 2019 г. Снимките се провеждат в Обединеното кралство и Чикаго между януари 2020 г. и март 2021 г.
Премиерата на „Батман“ е на 1 март 2022 г. в Линкълн Сентър в Ню Йорк и е пуснат в кината по целия свят на 4 март. Отложен е два пъти от първоначалната дата на пускане през юни 2021 г. поради пандемията от COVID-19. Филмът събира над 770 милиона долара при бюджет от 185 – 200 милиона щ.д., което го прави четвъртия най-печелившият филм за 2022 г. и получава похвали за изпълненията, операторската работа, режисурата, екшън сцените и историята на Рийвс, въпреки че някои критикуват дължината на филма. Предназначен е да постави началото на споделена вселена на Батман, с планирани две продължения и два спиноф телевизионни сериала в процес на разработка за HBO Max.

## Актьорски състав
| Актьор              | Роля                                   |
| ------------------- | -------------------------------------- |
| Робърт Патинсън     | Брус Уейн / Батман                     |
| Зоуи Кравиц         | Селина Кайл / Жената-котка             |
| Пол Дейно           | Едуард Нащън / Гатанката               |
| Джефри Райт         | Комисар Джеймс „Джим“ Гордън           |
| Джон Туртуро        | Кармайн Фалконе                        |
| Питър Сарсгард      | Гил Колсън                             |
| Анди Съркис         | Алфред Пениуърт                        |
| Колин Фарел         | Осуолд Кобълпот / Пингвина             |
| Джейми Лоусън       | Бела Рийл                              |
| Гил Перез-Ейбрахам  | Мартинез                               |
| Питър Макдоналд     | Уилям Кензи                            |
| Алекс Фърнс         | Пийт Савидж                            |
| Кон О'Нийл          | Маккензи Бок                           |
| Рупърт Пенри-Джоунс | Дон Мичъл-младши, кмет на Готъм        |
| Бари Киоган         | Стенли Мъркъл                          |
| Чарли и Макс Карвър | Охранители на „Айсберг Лаундж“         |
| Хана Хржич          | Аника Кослов, съквартирантка на Селина |
| Джей Люкърго        | Млад бандит                            |
| Аки Котаби          | Влаков пътник                          |
| Сандра Дикинсън     | Дори                                   |
| Люк Робъртс         | Томас Уейн, баща на Брус               |
| Стела Стокър        | Марта Уейн, майка на Брус              |

## Заснемане
Снимките на филма започват в началото на януари 2020 г. През март са спрени заради пандемията от COVID-19. Възобновени са през септември, но малко след това са спрени отново, след като тестът на Патинсън за COVID-19 се оказва положителен. Следва двуседмична карантина за снимачния екип, а междувременно се работи по изграждането на снимачните площадки и декорите. Снимките продължават на 17 септември, след като става ясно, че Патинсън може да се върне. Снимките приключват на 13 март 2021 г.

## Излизане
„Батман“ е излъчен премиерно във BFI IMAX на 23 февруари 2022 г. Премиерата на филма се състои във Ню Йорк Сити, САЩ на 4 март 2022 г. заедно със 350 екранизации през Съединените щати преди широкото му излъчване от Уорнър Брос Пикчърс на 4 март.

## В България
В България филмът е пуснат на същата дата от „Александра Филмс“ и в IMAX формат. Преводът е на Христо Христов.
На 18 април 2022 г. е достъпен в стрийминг платформата „Ейч Би О Макс“, а на 24 април 2022 г. е излъчен и по „Ейч Би О“ в неделя от 21:00 ч.
На 5 февруари 2024 г. се излъчва премиерно по bTV Cinema с разписание понеделник от 21:00 ч. с български войсоувър дублаж, записан в студио „Медиа Линк“. Екипът се състои от:
| Пост                | Име                                                                         |
| ------------------- | --------------------------------------------------------------------------- |
| Озвучаващи артисти  | Яница Маслинкова Петър Бонев Владимир Колев Николай Върбанов Радослав Рачев |
| Преводач            | Пламен Узунов                                                               |
| Тонрежисьор         | Александър Тодоров                                                          |
| Режисьор на дублажа | Михаела Минева                                                              |